# Веб-портфолио
Веб-портфолио (веб-портфель, web-portfolio) — основанный на веб-службе ресурс, который отражает рост учебных или профессиональных достижений владельца.
Веб-портфолио школьника и студента — это веб-сайт, на котором отражаются образовательные результаты — результаты выполнения лабораторных работ, проектных заданий, совместной деятельности.
Веб-портфолио отличают:
- гипертекстовая технология построения веб-ресурса, позволяющая реализовать связи между компонентами модели портфолио наиболее наглядно в виде перекрестных ссылок;
- структурированность, открытость, платформонезависимость, переносимость и гибкость веб-ресурсов, позволяющие модифицировать веб-ресурсы, проводить поиск и сравнительный анализ и строить различные визуализации контента (сводные таблицы, деревья, диаграммы и т. д.);
- коммуникативная направленность веб-ресурсов, позволяющая обучаемым осуществлять информационное взаимодействие на базе своих портфолио.

Веб-портфолио является типичным компонентом электронной информационно-образовательной среды образовательного учреждения. В тех случаях, когда среда реализуется на технологической основе LMS, такой как Moodle, веб-портфолио, как правило, реализуется средствами самой LMS.